# FOXO1
پروتئین جعبهٔ سرچنگالی O1 (انگلیسی: Forkhead box protein O1) یک پروتئین است که توسط ژن «FOXO1» کدگذاری می‌شود. پروتئین FOXO1 خودش از طریق فسفریلاسیون بر روی چندین ریشه خود تنظیم می شودو خواص رونویسی آن بستگی به وضعیت فسفریلاسیون آن دارد.

## عملکرد
این پروتئین یک فاکتور رونویسی است که نقش مهمی در تنظیم نوگلوکززایی و گلیکوژنولیز از طریق سیگنالینگ انسولین و همچنین تبدیل سلول‌های پیش‌ساز آدیپوسیت و چربی‌زایی دارد.
این پروتئین در رشو و تمایز سلول‌های یاخته ماهیچه‌ای و همچنین در تنظیم چرخه یاخته‌ای و ایجاد آپوپتوز نقش مهمی دارد.

## اهمیت بالینی
- جابجایی این ژن با PAX3 در بروز رابدومیوسارکوم آلوئولار نقش دارد.[۴][۹]
- در جریان نوگلوکززایی، این ژن سطح گلوکز را تنظیم می‌کند.[۱۰]
- پروتئین FOXO1 در محافظت سلول از آسیب استرس اکسیداتیو دخیل است.[۱۰]
- در موش‌ها، این پروتئین در فرایند بهبود زخم[۱۰] از طریق اثر بر روی کراتینوسیت‌ها مؤثر است.[۱۱]
- در دستگاه ایمنی ذاتی، پروتئین FOXO1، التهاب را افزایش می‌دهد.[۱۰]
- در دستگاه ایمنی تطبیقی، به بازگشت لنفوسیت بی محیطی کمک کرده و در موردِ لنفوسیت‌های تی موجب افزایش حافظهٔ CD8 می‌شود.[۱۰]
- در ارتباط با سرطان‌زایی، پروتئین FOXO1 در نقش یک سرکوب‌گر تومور ظاهر می‌شود. غیرفعال شدنِ این پروتئین در بسیاری از سرطان‌ها دیده شده‌است.[۱۰]